# Wetlugazaur

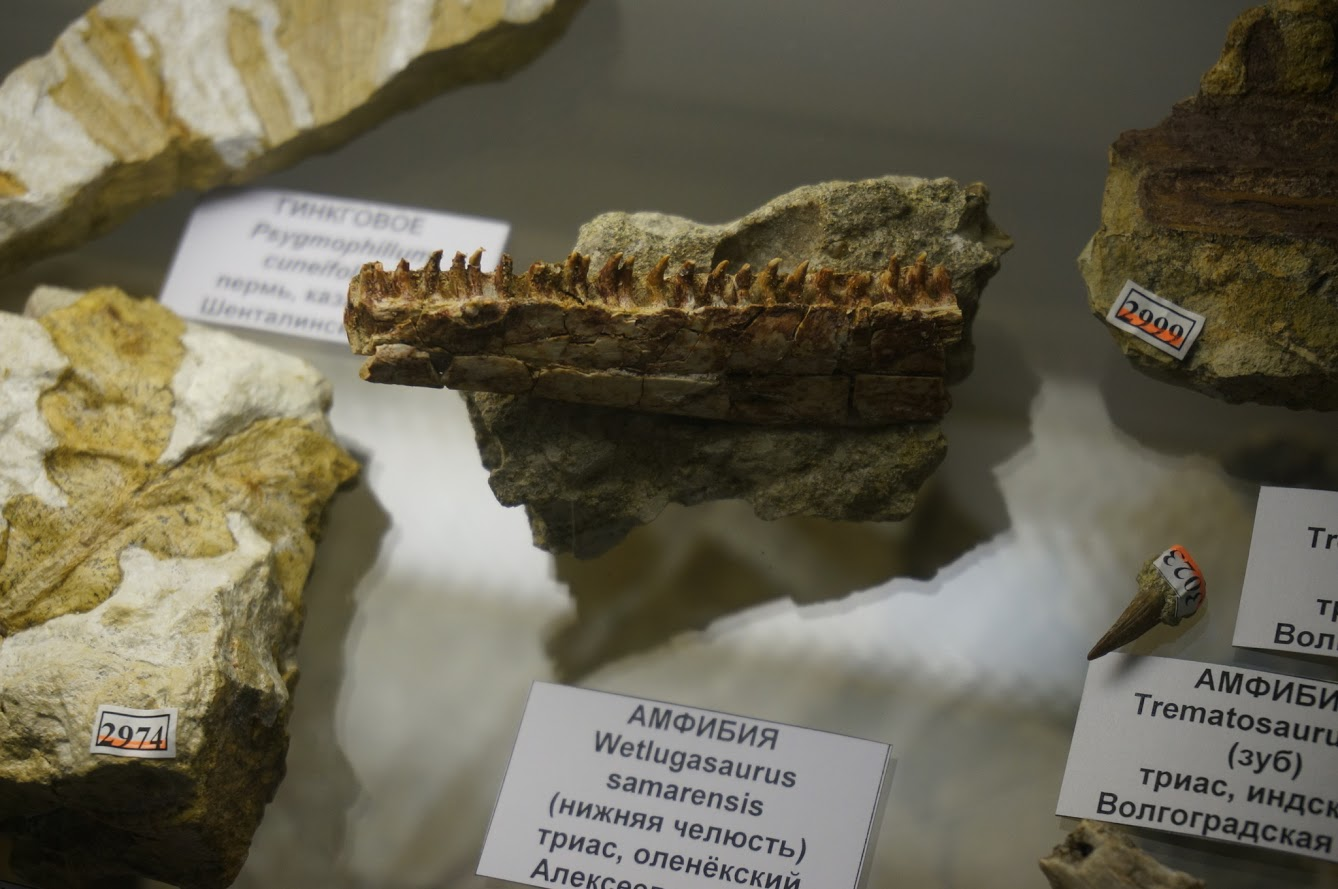
Wetlugasaurus samarensis

Wetlugozaur to wymarły płaz z rzędu temnospondyli żyjący w triasie wczesnym. Zamieszkiwał on tereny północnej Rosji.